# Alberto Rodríguez Faisal
Alberto Miguel Rodríguez Faisal, apodado Andamio, es una pelotari mexicano. Nació el 7 de mayo de 1977 en Jalisco. Durante el Campeonato del Mundo de Pelota Vasca de 2002 y el Campeonato del Mundo de Pelota Vasca de 2006 ganó la medalla de oro en la especialidad de frontenis al lado de Gustavo Miramontes Cortés. En el mismo Campeonato ganó la medalla de oro en la especialidad de paleta goma al lado de Homero Hurtado Cardiel. Durante el Campeonato del Mundo de Pelota Vasca de 2010 ganó la medalla de oro en la especialidad de frontenis al lado de Héctor Rodríguez Gasca.